# 2013–2014-es angol labdarúgókupa
A 2013–2014-es angol labdarúgókupa a világ legrégebbi versenysorozata, a The Football Association Challenge Cup, röviden FA-kupa 133. szezonja.

## Csapatok
| Kör          | Dátum                               | Mérkőzések száma | Csapatok | Új érkezők a körben | Pénzdíj                                 |
| ------------ | ----------------------------------- | ---------------- | -------- | ------------------- | --------------------------------------- |
| Első kör     | 2013. november 9.                   | 40               | 124 → 84 | 48: 45.–92.         | 18 000 £                                |
| Második kör  | 2013. december 7.                   | 20               | 84 → 64  | –                   | 27 000 £                                |
| Harmadik kör | 2014. január 4.                     | 32               | 64 → 32  | 44: 1.–44.          | 67 500 £                                |
| Negyedik kör | 2014. január 25.                    | 16               | 32 → 16  | –                   | 90 000 £                                |
| Ötödik kör   | 2014. február 15.                   | 8                | 16 → 8   | –                   | 180 000 £                               |
| Hatodik kör  | 2014. március 8.                    | 4                | 8 → 4    | –                   | 360 000 £                               |
| Elődöntő     | 2014. április 12. 2014. április 13. | 2                | 4 → 2    | –                   | 900 000 £                               |
| Döntő        | 2014. május 17.                     | 1                | 2 → 1    | –                   | Győztes: 1 800 000 £ Vesztes: 900 000 £ |

## Harmadik kör
A harmadik kört 2013. december 8-án 17:10-kor (CET) sorsolták ki, 64 csapat 32 mérkőzést játszik január elején.
| 2014. január 4. 13:45 CET |

| Blackburn Rovers | 1–1               | Manchester City |
| ---------------- | ----------------- | --------------- |
| Dann 55'         | (0–1) Jegyzőkönyv | 45+1' Negredo   |

| Ewood Park, Blackburn Nézőszám: 18 813 Játékvezető: Michael Oliver |

| 2014. január 4. 16:00 CET |

| Barnsley    | 1–2               | Coventry City         |
| ----------- | ----------------- | --------------------- |
| O'Brien 19' | (1–0) Jegyzőkönyv | 78' Moussa 89' Clarke |

| Oakwell, Barnsley Nézőszám: 7 439 Játékvezető: Carl Boyeson |

| 2014. január 4. 16:00 CET |

| Yeovil Town                        | 4–0               | Leyton Orient |
| ---------------------------------- | ----------------- | ------------- |
| Hayter 12' 60' Grant 49' Moore 90' | (1–0) Jegyzőkönyv |               |

| Huish Park, Yeovil Nézőszám: 3 667 Játékvezető: Oliver Langford |

| 2014. január 4. 16:00 CET |

| Bristol City        | 1–1               | Watford    |
| ------------------- | ----------------- | ---------- |
| Emmanuel-Thomas 85' | (0–0) Jegyzőkönyv | 84' Murray |

| Ashton Gate, Bristol Nézőszám: 10 165 Játékvezető: Paul Tierney |

| 2014. január 4. 16:00 CET |

| Southend United                                  | 4–1               | Millwall |
| ------------------------------------------------ | ----------------- | -------- |
| Corr 22' Atkinson 45+6' Timlin 57' Leonard 90+5' | (2–0) Jegyzőkönyv | 57' Corr |

| Roots Hall, Southend-on-Sea Nézőszám: 7 923 Játékvezető: James Adcock |

| 2014. január 4. 16:00 CET |

| Middlesbrough | 0–2               | Hull City                 |
| ------------- | ----------------- | ------------------------- |
|               | (0–1) Jegyzőkönyv | 10' McLean 61' Proschwitz |

| Riverside Stadion, Middlesbrough Nézőszám: 15 571 Játékvezető: Kevin Friend |

| 2014. január 4. 16:00 CET |

| West Bromwich Albion | 0–2               | Crystal Palace         |
| -------------------- | ----------------- | ---------------------- |
|                      | (0–2) Jegyzőkönyv | 23' Gayle 90' as-Samáh |

| The Hawthorns, West Bromwich Nézőszám: 12 700 Játékvezető: Phil Dowd |

| 2014. január 4. 16:00 CET |

| Kidderminster Harriers | 0–0               | Peterborough United |
| ---------------------- | ----------------- | ------------------- |
|                        | (0–0) Jegyzőkönyv |                     |

| Aggborough Stadium, Kidderminster Nézőszám: 3 858 Játékvezető: Jonathan Moss |

| 2014. január 4. 16:00 CET |

| Doncaster Rovers              | 2–3               | Stevenage                          |
| ----------------------------- | ----------------- | ---------------------------------- |
| Forrester 72' Wakefield 90+5' | (0–0) Jegyzőkönyv | 49' Zoko 65' Hartley 90+1' Charles |

| Keepmoat Stadium, Doncaster Nézőszám: 3 899 Játékvezető: Scott Duncan |

| 2014. január 4. 16:00 CET |

| Stoke City         | 2–1               | Leicester City |
| ------------------ | ----------------- | -------------- |
| Jones 16' Adam 55' | (1–0) Jegyzőkönyv | 77' Nugent     |

| Britannia Stadion, Stoke-on-Trent Nézőszám: 16 844 Játékvezető: Lee Probert |

| 2014. január 4. 16:00 CET |

| Southampton                                     | 4–3               | Burnley                     |
| ----------------------------------------------- | ----------------- | --------------------------- |
| Clyne 22' Lambert 28' Rodriguez 66' Lallana 73' | (2–0) Jegyzőkönyv | 51' Vokes 57' Ings 87' Long |

| St. Mary’s Stadium, Southampton Nézőszám: 15 077 Játékvezető: Robert Madley |

| 2014. január 4. 16:00 CET |

| Newcastle United | 1–2               | Cardiff City           |
| ---------------- | ----------------- | ---------------------- |
| Cissé 62'        | (0–0) Jegyzőkönyv | 73' Noone 80' Campbell |

| St James’ Park, Newcastle upon Tyne Nézőszám: 31 166 Játékvezető: Anthony Taylor |

| 2014. január 4. 16:00 CET |

| Rochdale                  | 2–0               | Leeds United |
| ------------------------- | ----------------- | ------------ |
| Hogan 45+2' Henderson 84' | (1–0) Jegyzőkönyv |              |

| Spotland Stadium, Rochdale Nézőszám: 8 255 Játékvezető: Mike Jones |

| 2014. január 4. 16:00 CET |

| Wigan Athletic                       | 3–3               | Milton Keynes Dons           |
| ------------------------------------ | ----------------- | ---------------------------- |
| Espinoza 18' Gómez 27' McManaman 65' | (2–2) Jegyzőkönyv | 45' 45+2' Reeves 84' Bamford |

| DW Stadion, Wigan Nézőszám: 6 960 Játékvezető: Roger East |

| 2014. január 4. 16:00 CET |

| Norwich City  | 1–1               | Fulham   |
| ------------- | ----------------- | -------- |
| Snodgrass 45' | (1–1) Jegyzőkönyv | 40' Bent |

| Carrow Road, Norwich Nézőszám: 21 703 Játékvezető: Craig Pawson |

| 2014. január 4. 16:00 CET |

| Aston Villa  | 1–2               | Sheffield United     |
| ------------ | ----------------- | -------------------- |
| Helenius 75' | (0–1) Jegyzőkönyv | 20' Murphy 81' Flynn |

| Villa Park, Birmingham Nézőszám: 24 038 Játékvezető: David Coote |

| 2014. január 4. 16:00 CET |

| Macclesfield Town | 1–1               | Sheffield Wednesday |
| ----------------- | ----------------- | ------------------- |
| Williams 72'      | (0–1) Jegyzőkönyv | 25' Johnson         |

| Moss Rose, Macclesfield Nézőszám: 5 873 Játékvezető: Lee Mason |

| 2014. január 4. 16:00 CET |

| Bolton Wanderers       | 2–1               | Blackpool        |
| ---------------------- | ----------------- | ---------------- |
| N'Gog 10' Beckford 51' | (1–1) Jegyzőkönyv | 45+1' Barkhuizen |

| Reebok Stadium, Bolton Nézőszám: 11 180 Játékvezető: Simon Hooper |

| 2014. január 4. 16:00 CET |

| Everton                                 | 4–0               | Queens Park Rangers |
| --------------------------------------- | ----------------- | ------------------- |
| Barkley 35' Jelavić 44' 68' Coleman 76' | (2–0) Jegyzőkönyv |                     |

| Goodison Park, Liverpool Nézőszám: 32 283 Játékvezető: Howard Webb |

| 2014. január 4. 16:00 CET |

| Brighton & Hove Albion | 1–0               | Reading |
| ---------------------- | ----------------- | ------- |
| Crofts 32'             | (1–0) Jegyzőkönyv |         |

| Falmer Stadium, Brighton Nézőszám: 20 696 Játékvezető: Chris Foy |

| 2014. január 4. 16:00 CET |

| Grimsby Town          | 2–3               | Huddersfield Town                   |
| --------------------- | ----------------- | ----------------------------------- |
| Hannah 25' Disley 62' | (1–0) Jegyzőkönyv | 51' Norwood 86' Paterson 90' Thomas |

| Blundell Park, Cleethorpes Nézőszám: 6 504 Játékvezető: Keith Stroud |

| 2014. január 4. 16:00 CET |

| Ipswich Town   | 1–1               | Preston North End |
| -------------- | ----------------- | ----------------- |
| McGoldrick 38' | (1–1) Jegyzőkönyv | 42' Davies        |

| Portman Road, Ipswich Nézőszám: 13 534 Játékvezető: Michael Naylor |

| 2014. január 4. 18:15 CET |

| Arsenal                 | 2–0               | Tottenham Hotspur |
| ----------------------- | ----------------- | ----------------- |
| Cazorla 31' Rosický 62' | (1–0) Jegyzőkönyv |                   |

| Emirates Stadion, London Nézőszám: 59 476 Játékvezető: Mark Clattenburg |

| 2014. január 5. 13:00 CET |

| Nottingham Forest                                     | 5–0               | West Ham United |
| ----------------------------------------------------- | ----------------- | --------------- |
| Abdoun 12' (11-esből) Paterson 65' 71' 79' Reid 90+1' | (1–0) Jegyzőkönyv |                 |

| City Ground, Nottingham Nézőszám: 14 397 Játékvezető: Martin Atkinson |

| 2014. január 5. 15:00 CET |

| Sunderland                      | 3–1               | Carlisle United |
| ------------------------------- | ----------------- | --------------- |
| Johnson 34' O'Hanlon 50' Ba 90' | (1–1) Jegyzőkönyv | 43' Robson      |

| Stadium of Light, Sunderland Nézőszám: 21 973 Játékvezető: Neil Swarbrick |

| 2014. január 5. 15:15 CET |

| Derby County | 0–2               | Chelsea                 |
| ------------ | ----------------- | ----------------------- |
|              | (0–0) Jegyzőkönyv | 66' Obi Mikel 71' Oscar |

| Pride Park, Derby Nézőszám: 32 110 Játékvezető: Andre Marriner |

| 2014. január 5. 16:00 CET |

| Liverpool               | 2–0               | Oldham Athletic |
| ----------------------- | ----------------- | --------------- |
| Aspas 55' Tarkowski 82' | (0–0) Jegyzőkönyv |                 |

| Anfield, Liverpool Nézőszám: 44 102 Játékvezető: Stuart Attwell |

| 2014. január 5. 16:00 CET |

| Port Vale           | 2–2               | Plymouth Argyle         |
| ------------------- | ----------------- | ----------------------- |
| Tomlin 15' Pope 36' | (2–0) Jegyzőkönyv | 51' Reid 74' Purrington |

| Vale Park, Stoke-on-Trent Nézőszám: 5 511 Játékvezető: David Webb |

| 2014. január 5. 17:30 CET |

| Manchester United | 1–2               | Swansea City               |
| ----------------- | ----------------- | -------------------------- |
| Balcázar 16'      | (1–2) Jegyzőkönyv | 12' Routledge 90' Wilfried |

| Old Trafford, Manchester Nézőszám: 73 190 Játékvezető: Mike Dean |

| 2014. január 14. 20:45 CET |

| Charlton Athletic           | 2–2               | Oxford United          |
| --------------------------- | ----------------- | ---------------------- |
| Morrison 54' Kermorgant 82' | (0–2) Jegyzőkönyv | 13' Mullins 24' Davies |

| The Valley, London Nézőszám: 5 566 Játékvezető: Stephen Martin |

| 2014. január 14. 20:45 CET |

| Bournemouth                                     | 4–1               | Burton Albion |
| ----------------------------------------------- | ----------------- | ------------- |
| Pitman 5' 88' (11-esből) Elphick 45' Fraser 86' | (2–1) Jegyzőkönyv | 35' Phillips  |

| Goldsands Stadion, Bournemouth Nézőszám: 10 343 Játékvezető: Ian Williamson |

| 2014. január 14. 20:45 CET |

| Birmingham City            | 3–0               | Bristol Rovers |
| -------------------------- | ----------------- | -------------- |
| Robinson 35' Burke 85' 87' | (1–0) Jegyzőkönyv |                |

| St Andrew's, Birmingham Nézőszám: 9 914 Játékvezető: Tony Harrington |

### Újrajátszások
| 2014. január 14. 20:45 CET |

| Watford                 | 2–0               | Bristol City |
| ----------------------- | ----------------- | ------------ |
| Faraoni 29' McGugan 64' | (1–0) Jegyzőkönyv |              |

| Vicarage Road, Watford Nézőszám: 7 302 Játékvezető: Darren Drysdale |

| 2014. január 14. 20:45 CET |

| Peterborough United       | 2–3               | Kidderminster Harriers        |
| ------------------------- | ----------------- | ----------------------------- |
| Rowe 26' Assombalonga 74' | (1–0) Jegyzőkönyv | 48' Gash 52' Byrne 76' Lolley |

| London Road Stadium, Kidderminster Nézőszám: 3 483 Játékvezető: Andy D'Urso |

| 2014. január 14. 20:45 CET |

| Milton Keynes Dons | 1–3 (h. u.)       | Wigan Athletic              |
| ------------------ | ----------------- | --------------------------- |
| Chadwick 10'       | (1–0) Jegyzőkönyv | 79' 92' Powell 105' Fortuné |

| Stadium mk, Milton Keynes Nézőszám: 8 316 Játékvezető: James Adcock |

| 2014. január 14. 20:45 CET |

| Fulham                           | 3–0               | Norwich City |
| -------------------------------- | ----------------- | ------------ |
| Bent 16' Dejagah 41' Sidwell 68' | (2–0) Jegyzőkönyv |              |

| Craven Cottage, London Nézőszám: 11 172 Játékvezető: Lee Mason |

| 2014. január 14. 20:45 CET |

| Sheffield Wednesday                            | 4–1               | Macclesfield Town    |
| ---------------------------------------------- | ----------------- | -------------------- |
| Maguire 3' Maghoma 78' Johnson 85' Llera 90+1' | (1–0) Jegyzőkönyv | 65' (11-esből) Boden |

| Hillsborough Stadium, Sheffield Nézőszám: 12 302 Játékvezető: Nigel Miller |

| 2014. január 14. 20:45 CET |

| Preston North End  | 3–2               | Ipswich Town              |
| ------------------ | ----------------- | ------------------------- |
| Garner 68' 69' 88' | (0–0) Jegyzőkönyv | 58' Nouble 76' McGoldrick |

| Deepdale, Preston Nézőszám: 6 088 Játékvezető: Keith Stroud |

| 2014. január 14. 20:45 CET |

| Plymouth Argyle           | 2–3               | Port Vale                                    |
| ------------------------- | ----------------- | -------------------------------------------- |
| Gurrieri 2' Hourihane 36' | (2–1) Jegyzőkönyv | 30' Hugill 63' Williamson 75' Myrie-Williams |

| Home Park, Plymouth Nézőszám: 6 474 Játékvezető: Graham Scott |

| 2014. január 15. 21:10 CET |

| Manchester City                            | 5–0               | Blackburn Rovers |
| ------------------------------------------ | ----------------- | ---------------- |
| Negredo 45+1' 47' Džeko 67' 79' Agüero 73' | (1–0) Jegyzőkönyv |                  |

| City of Manchester Stadium, Manchester Nézőszám: 33 102 Játékvezető: Craig Pawson |

| 2014. január 21. 20:45 CET |

| Oxford United | 0–3               | Charlton Athletic            |
| ------------- | ----------------- | ---------------------------- |
|               | (0–2) Jegyzőkönyv | 35' 58' Kermorgant 38' Green |

| Kassam Stadium, Oxford Nézőszám: 3 225 Játékvezető: David Coote |

## Negyedik kör
A negyedik kört 2014. január 5-én 15:00-kor (CET) sorsolták ki, 32 csapat 16 mérkőzést játszott január végén.
| 2014. január 24. 20:45 CET |

| Arsenal                                 | 4–0               | Coventry City |
| --------------------------------------- | ----------------- | ------------- |
| Podolski 15' 27' Giroud 84' Cazorla 89' | (2–0) Jegyzőkönyv |               |

| Emirates Stadion, London Nézőszám: 59 451 Játékvezető: Robert Madley |

| 2014. január 24. 21:00 CET |

| Nottingham Forest | 0–0               | Preston North End |
| ----------------- | ----------------- | ----------------- |
|                   | (0–0) Jegyzőkönyv |                   |

| City Ground, Nottingham Nézőszám: 26 465 Játékvezető: Mike Dean |

| 2014. január 25. 13:45 CET |

| Bournemouth | 0–2               | Liverpool               |
| ----------- | ----------------- | ----------------------- |
|             | (0–1) Jegyzőkönyv | 26' Moses 60' Sturridge |

| Goldsands Stadion, Bournemouth Nézőszám: 11 475 Játékvezető: Lee Probert |

| 2014. január 25. 16:00 CET |

| Sunderland | 1–0               | Kidderminster Harriers |
| ---------- | ----------------- | ---------------------- |
| Mavrias 5' | (1–0) Jegyzőkönyv |                        |

| Stadium of Light, Sunderland Nézőszám: 25 081 Játékvezető: Roger East |

| 2014. január 25. 16:00 CET |

| Bolton Wanderers | 0–1               | Cardiff City |
| ---------------- | ----------------- | ------------ |
|                  | (0–0) Jegyzőkönyv | 50' Campbell |

| Reebok Stadium, Bolton Nézőszám: 12 750 Játékvezető: Jonathan Moss |

| 2014. január 25. 16:00 CET |

| Southampton                       | 2–0               | Yeovil Town |
| --------------------------------- | ----------------- | ----------- |
| Guly 23' (11-esből) Gallagher 70' | (1–0) Jegyzőkönyv |             |

| St. Mary’s Stadium, Southampton Nézőszám: 24 070 Játékvezető: Phil Dowd |

| 2014. január 25. 16:00 CET |

| Huddersfield Town | 0–1               | Charlton Athletic |
| ----------------- | ----------------- | ----------------- |
|                   | (0–0) Jegyzőkönyv | 54' Church        |

| Galpharm Stadium, Huddersfield Nézőszám: 10 120 Játékvezető: Stuart Attwell |

| 2014. január 25. 16:00 CET |

| Port Vale     | 1–3               | Brighton & Hove Albion       |
| ------------- | ----------------- | ---------------------------- |
| Robertson 36' | (1–2) Jegyzőkönyv | 27' Ince 43' March 78' Obika |

| Vale Park, Stoke-on-Trent Nézőszám: 7 293 Játékvezető: Paul Tierney |

| 2014. január 25. 16:00 CET |

| Southend United | 0–2               | Hull City        |
| --------------- | ----------------- | ---------------- |
|                 | (0–0) Jegyzőkönyv | 63' 90+1' Fryatt |

| Roots Hall, Southend-on-Sea Nézőszám: 10 250 Játékvezető: Lee Mason |

| 2014. január 25. 16:00 CET |

| Rochdale | 1–2               | Sheffield Wednesday    |
| -------- | ----------------- | ---------------------- |
| Rose 60' | (0–0) Jegyzőkönyv | 51' Mattock 57' Onyewu |

| Spotland Stadium, Rochdale Nézőszám: 8 240 Játékvezető: Simon Hooper |

| 2014. január 25. 16:00 CET |

| Wigan Athletic         | 2–1               | Crystal Palace |
| ---------------------- | ----------------- | -------------- |
| Watson 36' McClean 78' | (1–0) Jegyzőkönyv | 69' Wilbraham  |

| DW Stadion, Wigan Nézőszám: 9 542 Játékvezető: Mike Jones |

| 2014. január 25. 16:00 CET |

| Manchester City                  | 4–2               | Watford                   |
| -------------------------------- | ----------------- | ------------------------- |
| Agüero 60' 79' 90+3' Kolarov 87' | (0–2) Jegyzőkönyv | 21' Forestieri 30' Deeney |

| City of Manchester Stadium, Manchester Nézőszám: 46 514 Játékvezető: Kevin Friend |

| 2014. január 25. 16:00 CET |

| Birmingham City | 1–2               | Swansea City     |
| --------------- | ----------------- | ---------------- |
| Novak 15'       | (1–0) Jegyzőkönyv | 67' 69' Wilfried |

| St Andrew's, Birmingham Nézőszám: 11 490 Játékvezető: Neil Swarbrick |

| 2014. január 25. 18:30 CET |

| Stevenage | 0–4               | Everton                                |
| --------- | ----------------- | -------------------------------------- |
|           | (0–2) Jegyzőkönyv | 5' 32' Naismith 55' Heitinga 84' Gueye |

| Broadhall Way, Stevenage Nézőszám: 6 913 Játékvezető: Anthony Taylor |

| 2014. január 26. 14:00 CET |

| Sheffield United | 1–1               | Fulham        |
| ---------------- | ----------------- | ------------- |
| Porter 31'       | (1–0) Jegyzőkönyv | 75' Rodallega |

| Bramall Lane, Sheffield Nézőszám: 16 324 Játékvezető: Andre Marriner |

| 2014. január 26. 16:30 CET |

| Chelsea   | 1–0               | Stoke City |
| --------- | ----------------- | ---------- |
| Oscar 27' | (1–0) Jegyzőkönyv |            |

| Stamford Bridge, London Nézőszám: 40 845 Játékvezető: Chris Foy |

### Újrajátszások
| 2014. február 4. 20:45 CET |

| Fulham | 0–1 (h. u.)                 | Sheffield United |
| ------ | --------------------------- | ---------------- |
|        | (0–0, 0–0, 0–0) Jegyzőkönyv | 120' Miller      |

| Craven Cottage, London Nézőszám: 10 139 Játékvezető: Neil Swarbrick |

| 2014. február 5. 20:45 CET |

| Preston North End | 0–2               | Nottingham Forest          |
| ----------------- | ----------------- | -------------------------- |
|                   | (0–1) Jegyzőkönyv | 18' Mackie 90+4' Henderson |

| Deepdale, Preston Nézőszám: 9 744 Játékvezető: Jonathan Moss |

## Ötödik kör
Az ötödik kört 2014. január 26-án 18:35-kor (CET) sorsolták ki, 16 csapat 8 mérkőzést játszott február közepén.
| 2014. február 15. 13:45 CET |

| Sunderland  | 1–0               | Southampton |
| ----------- | ----------------- | ----------- |
| Gardner 49' | (0–0) Jegyzőkönyv |             |

| Stadium of Light, Sunderland Nézőszám: 16 777 Játékvezető: Mike Dean |

| 2014. február 15. 16:00 CET |

| Cardiff City | 1–2               | Wigan Athletic        |
| ------------ | ----------------- | --------------------- |
| Campbell 27' | (1–2) Jegyzőkönyv | 18' McCann 40' Watson |

| Cardiff City Stadium, Cardiff Nézőszám: 17 123 Játékvezető: Martin Atkinson |

| 2014. február 15. 18:15 CET |

| Manchester City       | 2–0               | Chelsea |
| --------------------- | ----------------- | ------- |
| Jovetić 16' Nasri 67' | (1–0) Jegyzőkönyv |         |

| City of Manchester Stadium, Manchester Nézőszám: 47 013 Játékvezető: Phil Dowd |

| 2014. február 16. 14:30 CET |

| Everton                                      | 3–1               | Swansea City  |
| -------------------------------------------- | ----------------- | ------------- |
| Traoré 4' Naismith 65' Baines 72' (11-esből) | (1–1) Jegyzőkönyv | 15' de Guzmán |

| Goodison Park, Liverpool Nézőszám: 31 498 Játékvezető: Kevin Friend |

| 2014. február 16. 16:00 CET |

| Sheffield United                      | 3–1               | Nottingham Forest |
| ------------------------------------- | ----------------- | ----------------- |
| Coady 66' Porter 90' (11-esből) 90+2' | (0–1) Jegyzőkönyv | 28' Paterson      |

| Bramall Lane, Sheffield Nézőszám: 25 118 Játékvezető: Michael Oliver |

| 2014. február 16. 17:00 CET |

| Arsenal                             | 2–1               | Liverpool              |
| ----------------------------------- | ----------------- | ---------------------- |
| Oxlade-Chamberlain 16' Podolski 47' | (1–0) Jegyzőkönyv | 59' (11-esből) Gerrard |

| Emirates Stadion, London Nézőszám: 59 801 Játékvezető: Howard Webb |

| 2014. február 17. 20:45 CET |

| Brighton & Hove Albion | 1–1               | Hull City |
| ---------------------- | ----------------- | --------- |
| Ulloa 30'              | (1–0) Jegyzőkönyv | 85' Sagbo |

| Falmer Stadium, Brighton Nézőszám: 21 352 Játékvezető: Lee Probert |

| 2014. február 24. 20:45 CET |

| Sheffield Wednesday | 1–2               | Charlton Athletic       |
| ------------------- | ----------------- | ----------------------- |
| Best 57'            | (0–1) Jegyzőkönyv | 22' Harriott 65' Church |

| Hillsborough, Sheffield Nézőszám: 24 607 Játékvezető: Mark Clattenburg |

### Újrajátszások
| 2014. február 24. 20:45 CET |

| Hull City            | 2–1               | Brighton & Hove Albion |
| -------------------- | ----------------- | ---------------------- |
| Davies 14' Koren 36' | (2–0) Jegyzőkönyv | 68' Ulloa              |

| KC stadion, Kingston upon Hull Nézőszám: 10 795 Játékvezető: Andre Marriner |

## Hatodik kör
A hatodik kört 2014. február 16-án sorsolták ki, 8 csapat 4 mérkőzésen csapott össze a legjobb négybe kerülésért.
| 2014. március 8. 13:45 CET |

| Arsenal                                      | 4–1               | Everton    |
| -------------------------------------------- | ----------------- | ---------- |
| Özil 7' Arteta 68' (11-esből) Giroud 83' 85' | (1–1) Jegyzőkönyv | 32' Lukaku |

| Emirates Stadion, London Nézőszám: 59 719 Játékvezető: Mark Clattenburg |

| 2014. március 9. 13:00 CET |

| Sheffield United       | 2–0               | Charlton Athletic |
| ---------------------- | ----------------- | ----------------- |
| Flynn 65' Brayford 67' | (0–0) Jegyzőkönyv |                   |

| Bramall Lane, Sheffield Nézőszám: 30 048 Játékvezető: Lee Mason |

| 2014. március 9. 15:00 CET |

| Hull City                        | 3–0               | Sunderland |
| -------------------------------- | ----------------- | ---------- |
| Davies 68' Meyler 72' Fryatt 77' | (0–0) Jegyzőkönyv |            |

| KC stadion, Kingston upon Hull Nézőszám: 20 047 Játékvezető: Craig Pawson |

| 2014. március 9. 17:05 CET |

| Manchester City | 1–2               | Wigan Athletic                 |
| --------------- | ----------------- | ------------------------------ |
| Nasri 68'       | (0–1) Jegyzőkönyv | 27' (11-esből) Gómez 47' Perch |

| City of Manchester Stadium, Manchester Nézőszám: 46 824 Játékvezető: Anthony Taylor |

## Elődöntő
Az elődöntőt 2014. március 9-én sorsolták ki, a két mérkőzést április 12-én és 13-án rendezték a Wembley-ben.
| 2014. április 12. 18:07 CEST |

| Wigan Athletic                        | 1–1 (h. u.)                 | Arsenal                         |
| ------------------------------------- | --------------------------- | ------------------------------- |
| Gómez 63'                             | (0–0, 1–1, 1–1) Jegyzőkönyv | 82' Mertesacker                 |
| Büntetőpárbaj                         |                             |                                 |
| Caldwell Collison Beausejour McArthur | 2–4                         | Arteta Källström Giroud Cazorla |

| Wembley, London Nézőszám: 82 185 Játékvezető: Michael Oliver |

| 2014. április 13. 17:07 CEST |

| Hull City                                                   | 5–3               | Sheffield United                   |
| ----------------------------------------------------------- | ----------------- | ---------------------------------- |
| Sagbo 42' Fryatt 49' Huddlestone 54' Quinn 67' Meyler 90+3' | (1–2) Jegyzőkönyv | 19' Baxter 44' Scougall 90' Murphy |

| Wembley, London Nézőszám: 71 820 Játékvezető: Andre Marriner |

## Döntő
| 2014. május 17. 18:00 CEST |

| Arsenal                               | 3–2 (h. u.)                 | Hull City            |
| ------------------------------------- | --------------------------- | -------------------- |
| Cazorla 17' Koscielny 71' Ramsey 109' | (1–2, 2–2, 2–2) Jegyzőkönyv | 4' Chester 8' Davies |

| Wembley, London Nézőszám: 89 345 Játékvezető: Lee Probert |